# Kevin Vega
Kevin Enrique Vega Garro (El Tejar, El Guarco, 5 de abril de 1992) es un futbolista costarricense que se desempeña como defensa y su actual equipo es Puntarenas Fútbol Club de la Primera División de Costa Rica.

## Trayectoria
Kevin Vega es originario de El Tejar del cantón de El Guarco. Inició su carrera deportiva en las divisiones menores del Club Sport Cartaginés en 2007, a sus 15 años.
En 2011, fue cedido a préstamo por una temporada al equipo de C.D. Belén Siglo XXI, con el cual ascendió a la Primera División para mediados de ese año.
Posteriormente, regresó al club de su ciudad natal, el Cartaginés, para el torneo local Verano 2012, con un contrato por 4 años. El primer partido oficial de Vega en Primera División fue el 1º de marzo de 2012, en un encuentro contra Limón F.C.
Hizo sus primeros dos goles en un juego ante el Uruguay de Coronado el 26 de enero de 2014, en el torneo Verano 2014.
Se proclamó campeón del Verano 2017 con el Club Sport Herediano, equipo con el que milita hasta la actualidad. 
|}

## Clubes
| Club                  | País       | Año         |
| --------------------- | ---------- | ----------- |
| Belén                 | Costa Rica | 2011 - 2012 |
| Club Sport Cartaginés | Costa Rica | 2012 - 2016 |
| Club Sport Herediano  | Costa Rica | 2017        |
| Puntarenas FC         | Costa Rica | 2021        |

## Palmarés

### Títulos nacionales
| Título                         | Club           | País       | Año  |
| ------------------------------ | -------------- | ---------- | ---- |
| Primera División de Costa Rica | C.S Herediano  | Costa Rica | 2017 |
| Segunda División de Costa Rica | Puntarenas F.C | Costa Rica | 2022 |